# Vedeseta
Vedeseta település Olaszországban, Lombardia régióban, Bergamo megyében. Lakosainak száma 192 fő (2023. január 1.). Vedeseta Cassiglio, Taleggio, Fuipiano Valle Imagna, Barzio, Brumano, Moggio, Morterone és Valtorta községekkel határos.

## Népesség
A település lakossága az elmúlt években az alábbi módon változott:
| Lakosok száma | 218  | 205  | 192  |
|               | 2017 | 2018 | 2023 |